# 乔治·罗登
乔治·文森特·罗登（英語：George Vincent Rhoden，1926年12月13日—2024年8月24日），生于金斯敦，牙买加男子田径运动员。他曾在1952年夏季奥运会田径比赛中获得男子400米和4×400米接力金牌。